# Timur Lenk

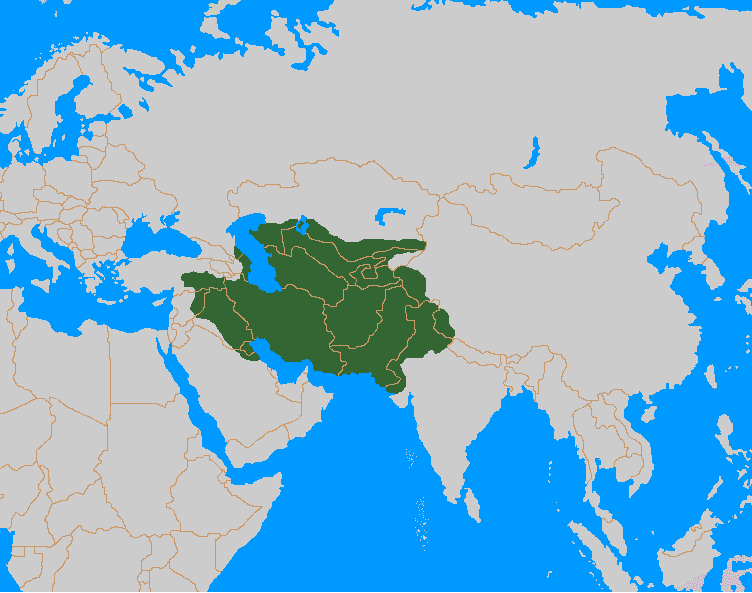
Karta över Timur Lenks rikes omfattning.

Timur Lenk, född 9 april 1336 i Kesh i nuvarande Uzbekistan, död 18 februari 1405 i Otrar i nuvarande Kazakstan, var en turk-mongolisk krigsherre och skapare av dynastin Timuriderna. Timur Lenk var en mycket framgångsrik och extremt brutal fältherre. Under sin tid vid makten expanderade han Timuridernas territorium så att det till slut upptog området från nuvarande Turkiet till Indien. Timur Lenk hade för avsikt att återskapa Djingis khans tidigare imperium.
Han är i litteraturen även känd som Tamburlaine och Tamerlan.
Timur Lenk betyder "Timur den halte" efter en skada han fick som 20-åring.

## Vägen till makten

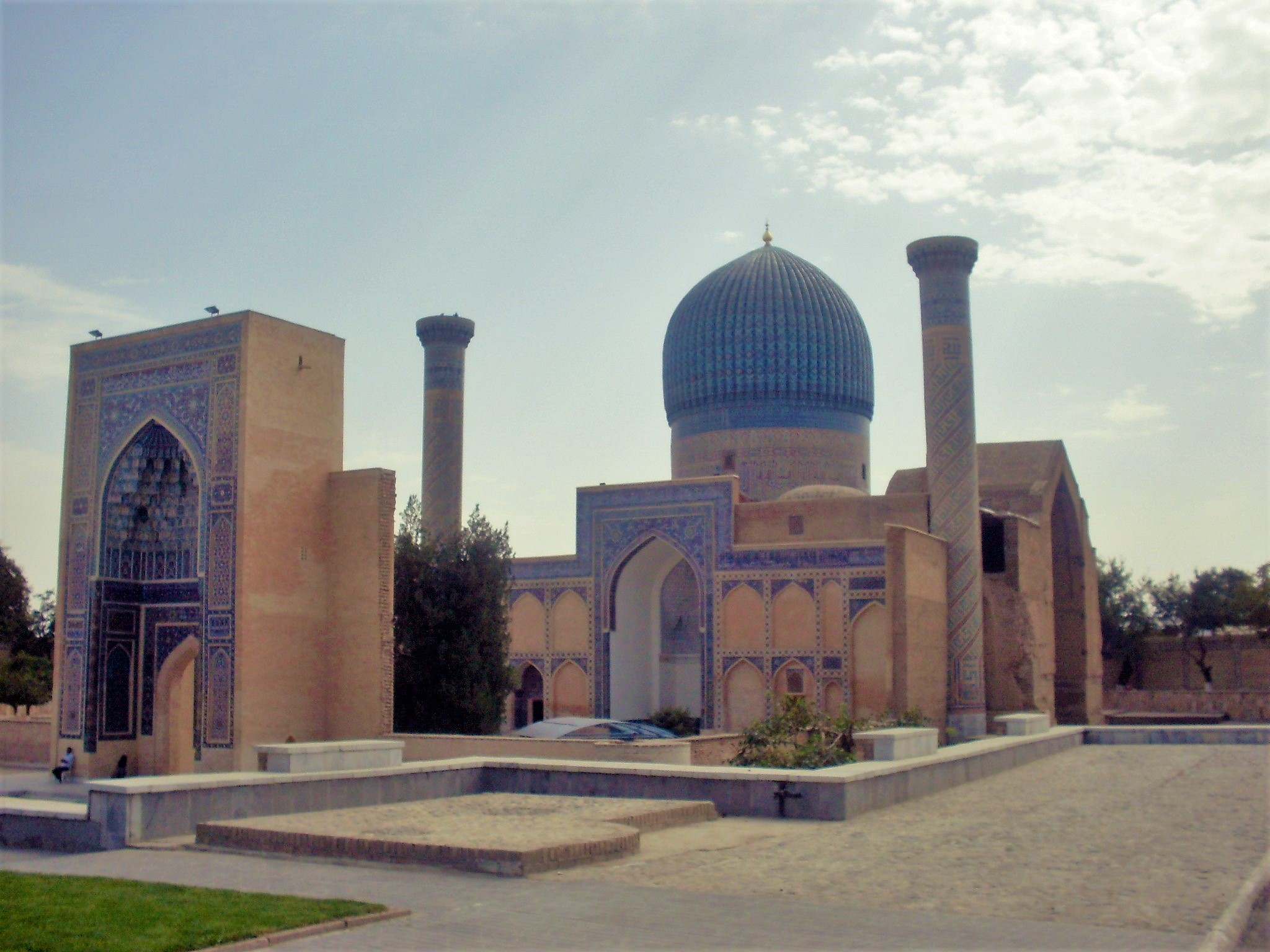
Timur Lenks mausoleum Gur-Emir i Samarkand.

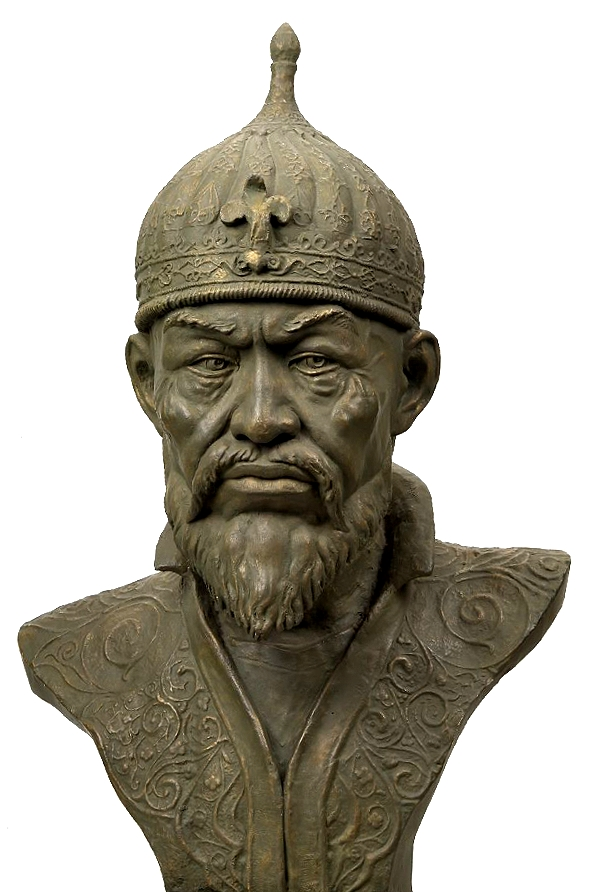
Rekonstruktion av Timur Lenks ansikte baserat på hans kranium utfört av Mikhail Mikhaylovich Gerasimov 1941.

Timur Lenk föddes 1336 i Kesh söder om Samarkand i Tjagataikhanatet i dagens Uzbekistan, som är ett område som tidigare erövrats av mongolväldet. Timur var till sitt stora missnöje inte ättling till Djingis khan utan son till en obetydlig stamfurste. Han ville återskapa det imperium som Djingis khan och hans ättlingar tidigare erövrat.
Från 1363 påbörjade Timur Lenk sitt fälttåg mot makten. Han erövrade Samarkand 1366 och Balkh 1369. Hans främsta rival om makten var hans hustrus bror Hussein. Efter åtskilliga strider mördade han sin svåger 1369 och gjorde sig till herre över Balkh. Därefter erövrade han stora delar av Tjagataikhanatet. Timur gifte sig med Hussein's änka, som var en ättling till Djingis khan. Därefter kallade han sig Timur Gurgan, "den store khanens svärson".
År 1370 tog Timur Lenk makten över Tjagataikhanatet och krönte sig som kejsare. Han bildade även dynastin Timuriderna.

## Erövringskampanjer
Timur Lenk påbörjade 1379 en serie blodiga och grymma fälttåg åt alla riktningar för att expandera sitt territorium. De många och framgångsrika slagen utmärktes av otrolig våldsamhet som lämnade stor förstörelse efter hans segrar. Likt Djingis khan var en del av hans taktik att sätta skräck i motståndarna som därför ibland gav upp utan strid.
Krigsbyten i form av guld, silver och marmor fördes hem till Samarkand för att uppföra en värdig huvudstad.
Samarkand växte till 150 000 invånare. Även hantverkare från erövrade nationer togs till Samarkand för att smycka staden, och perioden blev en av de största inom islamisk konst.
År 1379 inleddes kampanjer i nuvarande Afghanistan, Iran och Irak. 1380 var hela Khwarezm erövrat och integrerat i riket, och 1381 till 1382 erövrades Herat och Khorasan. Under 1384 och 1385 erövrades centrala Persien. Armenien och Georgien erövrades 1386 och 1387 då även Esfahan föll efter en lång belägring.
Kashgar anfölls först 1375. 1376 till 1377 anfölls khanatet Kiptjak, och ett andra anfall 1389 till 1391 gjorde Kiptjak till lydrike. Herat i Afghanistan angreps 1389. Kashgar erövrades slutligen 1389 till 1390
1394 till 1395 segrade Timur Lenk över Gyllene horden, vilket säkrade makten i Kaukasus. Då khanen Tuktamish gjorde uppror år 1395 erövrade Timur hela hans rike och trängde fram ända till Moskva.
Multan och Dipalpur i Pakistan underkuvades 1398. Timur Lenk begav sig 1398 mot Indien och Delhi. Med en arme på 90 000 soldater lyckades han 1399 erövra staden, och utförde sin dittills värsta massaker, som pågick i tre dagar med mer än 100 000 döda
1399 begav sig Timur Lenk med sin arme mot Osmanska riket med sin dittills största arme. År 1400 till 1401 erövrades Aleppo, östra Anatolien och Damaskus med tillhörande massaker. 1401 erövrades och totalförstördes även Bagdad (som liksom Tbilisi gav sig utan strid). Han följde floden Kızılırmak mot Ankara och gjorde en överraskningsattack från söder. I juli 1402 stod slaget vid Ankara, och på kvällen var den osmanska armen besegrad och sultanen Beyazit I tillfångatogs. Efter att Ankara besegrats lade sig även Egypten och Syrien utan strid.
Då Timur år 1404 höll en riksdag i Samarkand omfattade hans rike Tjagatai, Kiptjak, Persien, Mindre Asien, Syrien och Egypten.
Efter att ha besegrat Osmanska riket riktade Timur sin uppmärksamhet mot Mingdynastins Kina. Erövringen av Kina ansågs vara nödvändig för att motsvara de bedrifter som tidigare uppnåtts av mongolerna. Han genomförde omfattande förberedelser inför sitt fälttåg och inledde sin militära kampanj år 1404 med en armé bestående av cirka 200 000 soldater. 
På väg mot Kina i dagens Kazakstan avled Timur Lenk 1405 i lunginflammation i staden Otrar.

## Begravning och arv
Efter sin död 1405 fördes Timur tillbaka till Samarkand där han begravdes i sitt mausoleum Gur-Emir.
Han hade under sin otroligt framgångsrika militära karriär skapat ett imperium som sträckte sig från Indien till Turkiet och innefattade hela Centralasien, Iran, Afghanistan, Pakistan delar av Indien och Kaukasus. Han hade också uppskattningsvis 17 till 20 miljoner liv på sitt samvete. Timur Lenks imperium föll 1506.
Analyser av Timurs skelett visar en skada på höger knäled, som gjort benet kortare än det vänstra, vilket tros vara förklaringen till hans tillnamn. Vidare analyser av skelettet visade även att han var 170 cm lång och mycket bredaxlad.